# Голямо Токио
Голямо Токио е голям метрополен район в Япония, включващ по-голямата част от префектурите Чиба, Канагава, Сайтама и Токио.
Населението му е 40 700 000 жители (2022 г.), което го прави най-населения метрополис в света, а площта му е 13 754 кв. км – 2-ри в света след метрополния район на Ню Йорк.
Гъстотата на населението му в градската част е 8817 души/кв км. Икономическата активност в Голямо Токио е най-голямата за метрополен регион в света.